# Pelomys hopkinsi
Pelomys hopkinsi  (Hayman, 1955) è un roditore della famiglia dei Muridi diffuso nell'Africa centro-orientale.

## Descrizione

### Dimensioni
Roditore di medie dimensioni, con la lunghezza della testa e del corpo tra 116 e 127 mm, la lunghezza della coda tra 160 e 166 mm, la lunghezza del piede tra 30,2 e 31,5 mm, la lunghezza delle orecchie tra 15 e 16,8 mm e un peso fino a 68 g.

### Aspetto
Le parti superiori sono nerastre con dei riflessi giallo-brunastri. Una striscia longitudinale nerastra si estende lungo la spina dorsale dalla fronte alla base delle orecchie, mentre le parti ventrali sono giallo-brunastre. Il naso è grigio-arancione. Le orecchie sono corte e chiare, ricoperte internamente di piccoli peli rossastri e con una macchia nera lungo il margine anteriore esterno. Il dorso delle zampe e la pianta dei piedi sono nerastri. La coda è molto più lunga della testa e del corpo, è nerastra sopra e giallo-brunastra sotto. Le femmine hanno un paio di mammelle pettorali e due inguinali.

## Biologia

### Comportamento
È una specie terricola, probabilmente parzialmente acquatica.

## Distribuzione e habitat
Questa specie è diffusa nelle regioni tra il Lago Vittoria e la Rift Valley, negli stati del Kenya, dell'Uganda e del Ruanda. Probabilmente è presente anche in Burundi e Tanzania.
Vive nelle paludi.

## Conservazione
La IUCN Red List, considerata l'assenza di informazioni sufficienti circa l'areale, la biologia e le eventuali minacce, classifica P.hopkinsi come specie con dati insufficienti (DD).